# دده (لبنان)
دده هي قرية لبنانية من قرى قضاء الكورة في محافظة الشمال.